# 아즈트레오남
아즈트레오남(Aztreonam)은 아작탐(Azactam) 등의 상품명으로 판매되는 약물로, 녹농균 같은 그람 음성균 감염을 치료하기 위해 주로 사용되는 항생제이다. 골수염, 심내막염, 복강내감염, 폐렴, 요로감염증, 패혈증 등이 그 예시이다. 정맥이나 근육 주사, 혹은 흡입을 통해 투여 가능하다.
주사 투여 시 흔한 부작용에는 주사 부위 통증, 구토, 발진이 있다. 흡입제의 흔한 부작용에는 천명음, 기침, 구토 등이 있다. 발생 가능한 심각한 부작용에는 디피실리균 감염, 혹은 아나필락시스 같은 알레르기 반응이 있다. 다른 베타-락탐 계열 항생제에 알레르기가 있는 사람이어도 아즈트레오남에 대한 알레르기 비율은 낮다. 임신 중 사용은 안전하다고 여겨진다. 아즈트레오남은 베타-락탐 계열 항생제 중에서도 모노박탐 계열에 속하는 항생제이다. 펩티도글리칸의 교차결합을 막아 세균의 세포벽 합성을 막고, 결국 균을 사멸하게 만드는 방식으로 작용한다.
미국에서 사용이 승인된 것은 1986년이다. 본래 WHO 필수 의약품 목록에 등재되어 있었으나, 2019년부터 제거되었다. 복제약으로 이용 가능하다. 크로모박테리움 바이오라세움(Chromobacterium violaceum)에서 추출한 화학 물질에서 제조되었다. 베타-락타메이스 억제제인 아비박탐과의 복합약인 아즈트레오남/아비박탐이 존재하며, 이 복합약은 호기성 그람 음성균 치료에 쓰인다.

## 의학적 사용
아즈트레오남 분무제는 낭포성 섬유증이 합병증으로 동반된 감염 치료에 사용되며, 미국과 유럽에서 이러한 적응증으로 사용이 승인되어 있다. 오프라벨로는 낭포성 섬유증이 없는 기관지확장증, 인공호흡기 관련 폐렴, 만성 폐쇄성 폐질환(COPD), 미코박테리아 감염, 그 외에 폐 이식을 받은 환자의 치료 등에 사용되기도 한다.
아즈트레오남은 녹농균을 포함한 시트로박터, 엔테로박터, 대장균, 헤모필루스, 클렙시엘라, 프로테우스, 세라티아, 프로비덴시아, 나이세리아 등 그람 음성균 전반에 강한 효과를 보이지만, 그람 양성균이나 혐기성 세균에 대한 효과는 없다. 아래는 일부 중요 병원균에 대한 최소 저지 농도(MIC) 자료이다.
- 황색포도상구균 8 - >128 μg/ml
- 표피포도상구균 8 - 32 μg/ml
- 화농성연쇄상구균 8 - ≥128 μg/ml

녹농균 감염 시 아즈트레오남이 아베카신이나 토브라마이신과 상승작용을 보인다는 주장이 제기되기도 했다.

### 활성 스펙트럼
아시네토박터 아니트라투스(Acinetobacter anitratus), 대장균(Escherichia coli), 녹농균(Pseudomonas aeruginosa), 프로테우스 미라빌리스(Proteus mirabilis) 등은 대부분 아즈트레오남에 감수성을 보인다. 반면 일부 포도상구균, 가령 황색포도상구균(Staphylococcus aureus), 용혈포도상구균(Staphylococcus haemolyticus), 스테노트로포모나스 말토필리아(Stenotrophomonas maltophilia)는 내성을 가진다. 한편 아에로모나스 하이드로필라(Aeromonas hydrophila), 시트로박터 코세리(Citrobacter koseri), 판토에아 아글로메란스(Pantoea agglomerans), 헤모필루스(Haemophilus), 화농성연쇄상구균(Streptococcus pyogenes) 등에서 다양한 수준의 아즈트레오남 내성이 점차 발생하는 중이다.
페니실린이나 세팔로스포린 알레르기가 있는 환자여도 아즈트레오남은 안전하게 사용 가능하다. 단, 세프타지딤과 아즈트레오남은 동일한 곁사슬을 공유하기 때문에 세프타지딤에 알레르기가 있는 경우 예외적으로 사용을 피한다. 또한 아즈트레오남은 이독성이나 신독성을 가지지 않으므로 아미노글리코사이드의 대안으로 자주 이용한다.

### 투여
경구 투여 시 흡수가 잘 되지 않으므로, 정맥이나 근육으로 주사하거나 흡입제로 투여한다. 미국 식품의약국(FDA)은 흡입 제제를 낭포성 섬유증 환자의 녹농균 감염 억제 목적으로 2010년 2월 22일 사용 승인했다. 캐나다와 유럽은 2009년 9월에 흡입제 사용을 조건부 승인했고, 오스트레일리아는 완전 승인했다.

## 부작용
보고된 부작용에는 주사부위반응, 발진, 드물지만 독성표피괴사가 있다. 위장관계 부작용에는 설사, 구역질, 구토 등이 나타난 바 있다. 아즈트레오남 치료 시 디피실리균 감염증이 발생 가능하지만, 그 위험성은 낮은 편이다. 약물 유도성 호산구증가증이 나타날 수 있다. 아즈트레오남은 다른 대다수 베타-락탐 계열 항생제와 달리 베타-락탐 고리가 다른 고리와 합쳐져 있지 않기 때문에, 교차 반응이 적다. 따라서 페니실린이나 다른 거의 모든 세팔로스포린에 알레르기나 과민성을 보인 환자에게 아즈트레오남을 투여하는 것은 비교적 안전하다고 여겨진다. 그러나 세프타지딤은 아즈트레오남과 같은 곁사슬을 가지므로, 환자가 특이적으로 세프타지딤 알레르기를 가진다면 교차반응이 나타날 가능성이 높다.

## 작용 기전
작용 기전은 페니실린과 유사하게, 펩티도글리칸의 교차결합을 차단하여 세균의 세포벽 합성을 억제한다. 페니실린 결합 단백질-3(PBP-3)에 대한 친화성이 매우 높으며 PBP-1a에는 친화성이 약하다. 그람 양성균과 혐기성 세균의 페니실린 결합 단백질에는 잘 결합하지 못하므로 이 세균들에 대한 효과는 거의 없다.